# Sohn-Rethel (Malerfamilie)

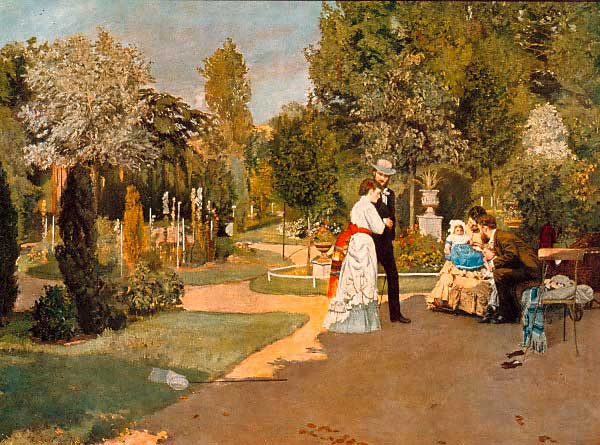
Es wird vermutet, dass der Maler Ernst te Peerdt in seinem Hauptwerk Gesellschaft im Park (1873) Angehörige der Familie Sohn-Rethel porträtierte.

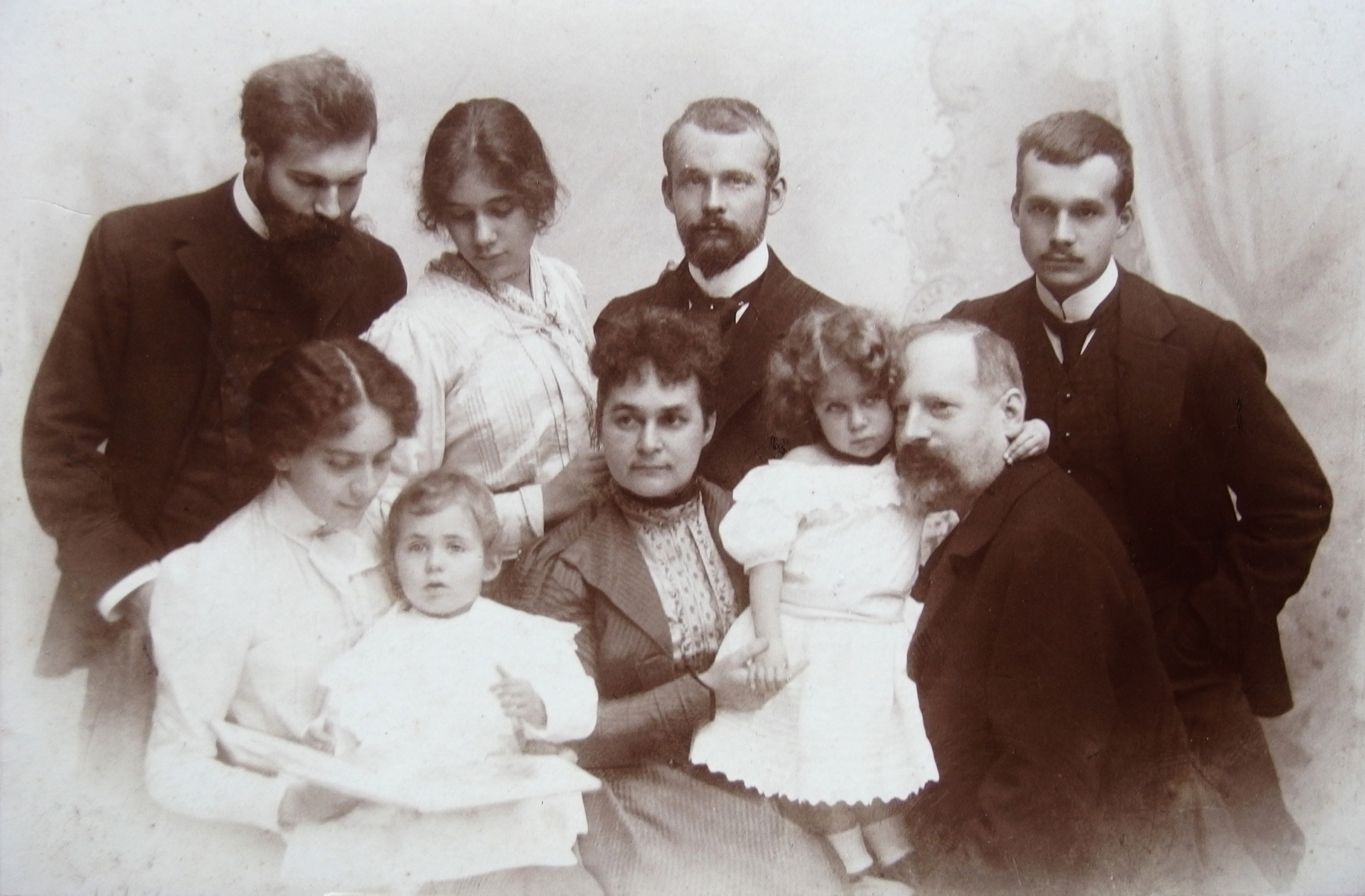
Constantin Luck: Familie Sohn-Rethel, Foto um 1900 – obere Reihe von links nach rechts: Alfred Sohn-Rethel der Ältere, Mira Sohn-Rethel, Otto Sohn-Rethel, Karli Sohn-Rethel – untere Reihe von links nach rechts: Anna Julie Sohn-Rethel, geb. Michels, Alfred Sohn-Rethel der Jüngere, Else Sohn-Rethel, Lissy Sohn-Rethel, Karl Rudolf Sohn

Sohn-Rethel war eine Künstlerfamilie aus Düsseldorf des 19. und 20. Jahrhunderts, deren Maler ihrem Ursprung der Düsseldorfer Malerschule entstammen.
Stammvater der Malerfamilie Sohn war Karl Ferdinand Sohn, geboren 1805 in Berlin, seit 1826 in Düsseldorf, gestorben 1867 in Köln während eines Besuchs bei einem Malerfreund. Er war ein Lehrer der Kunstakademie Düsseldorf in der Ära Schadow. Zu seinen Schülern gehörten neben seinen beiden Söhnen Paul Eduard Richard Sohn und Karl Rudolf Sohn auch der Sohn seines Bruders Heinrich, der Maler Wilhelm Sohn. 
Dieser Wilhelm verheiratete sich 1861 mit Emilie, der Tochter seines Onkels und Lehrers Karl Ferdinand Sohn. Seine Vettern Paul Eduard Richard und Karl Rudolf wurden somit seine Schwäger. Sein Vetter und Schwager Karl Rudolf, geboren 1845 in Düsseldorf, war zudem sein Schüler. 
Karl Rudolf Sohn nahm sich 1873 Else Rethel zur Frau. Else, selber Malerin und Sängerin, war die einzige Tochter des Malers Alfred Rethel und dessen Frau Marie, der Tochter des Miniaturmalers August Grahl aus Dresden. Ihrem Vater in Gedenken führte Else fortan den Namen Sohn-Rethel.
Dieser Ehe von Karl Rudolf und Else entsprossen drei Söhne und eine Tochter: Alfred, Otto, Karli, die allesamt bekannte Maler wurden, und Mira Sohn-Rethel, welche 1907 den Maler und späteren Professor an der Kunstakademie Düsseldorf Werner Heuser heiratete. 
Nachkommen mit dem Familiennamen Sohn-Rethel lebten und leben heute in Großbritannien.

## Mitglieder
1. Karl Ferdinand Sohn (1805–1867), Maler und Professor der Kunstakademie Düsseldorf ⚭ Emilie Auguste Mülmann (1805–1884)
  1. Clara Emilie Sohn (* 1834) ⚭ Albert Dietrich (1829–1908), Komponist und Dirigent
  2. Paul Eduard Richard Sohn (1834–1912), Maler
  3. Emilie Sohn (1837–1885) ⚭ Wilhelm Sohn (1829–1899), Maler und Professor der Kunstakademie Düsseldorf
  4. Marie Sohn (1841–1893) ⚭ Karl Heinrich Hoff der Ältere (1838–1890), Maler
    1. Karl Heinrich Hoff der Jüngere (1866–1904), Maler
    2. Ernst Hoff (1872–1932), Verbandsfunktionär

  5. Karl Rudolf Sohn (1845–1908), Maler und Professor der Kunstakademie Düsseldorf ⚭ Else Rethel (1853–1933)
    1. Alfred Sohn-Rethel (1875–1958), Maler ⚭ Anna Julie Michels (1871–1951)
      1. Elisabeth (Lissi) Sohn–Rethel (1897–1993) ⚭ Albert Steinrück (1872–1929), Schauspieler
      2. Alfred Karl Eduard Sohn-Rethel (1899–1990), Nationalökonom und Sozialphilosoph ⚭ Tilla Henninger (1893–1945); ⚭ Joan Margret Levi (1907–1980); ⚭ Bettina Wassmann (1942–2024)
        1. Martin Sohn-Rethel (1947–2016), Film- und Medienwissenschaftler
        2. Ann Sohn-Rethel (* 1949), Keramikerin

      3. Hans-Joachim Sohn-Rethel (1905–1955), Maler, Schauspieler und Geräuschimitator

    2. Otto Sohn-Rethel (1877–1949), Maler
    3. Karli Sohn-Rethel (1882–1966), Maler
    4. Mira Sohn-Rethel (1884–1974) ⚭ Werner Heuser, Maler, Professor und Direktor der Kunstakademie Düsseldorf
      1. Klaus Heuser (1909–1994), Kaufmann
      2. Ursula Benser (1915–2001), Malerin ⚭ Walther Benser (1912–2002), Fotograf und Bildjournalist

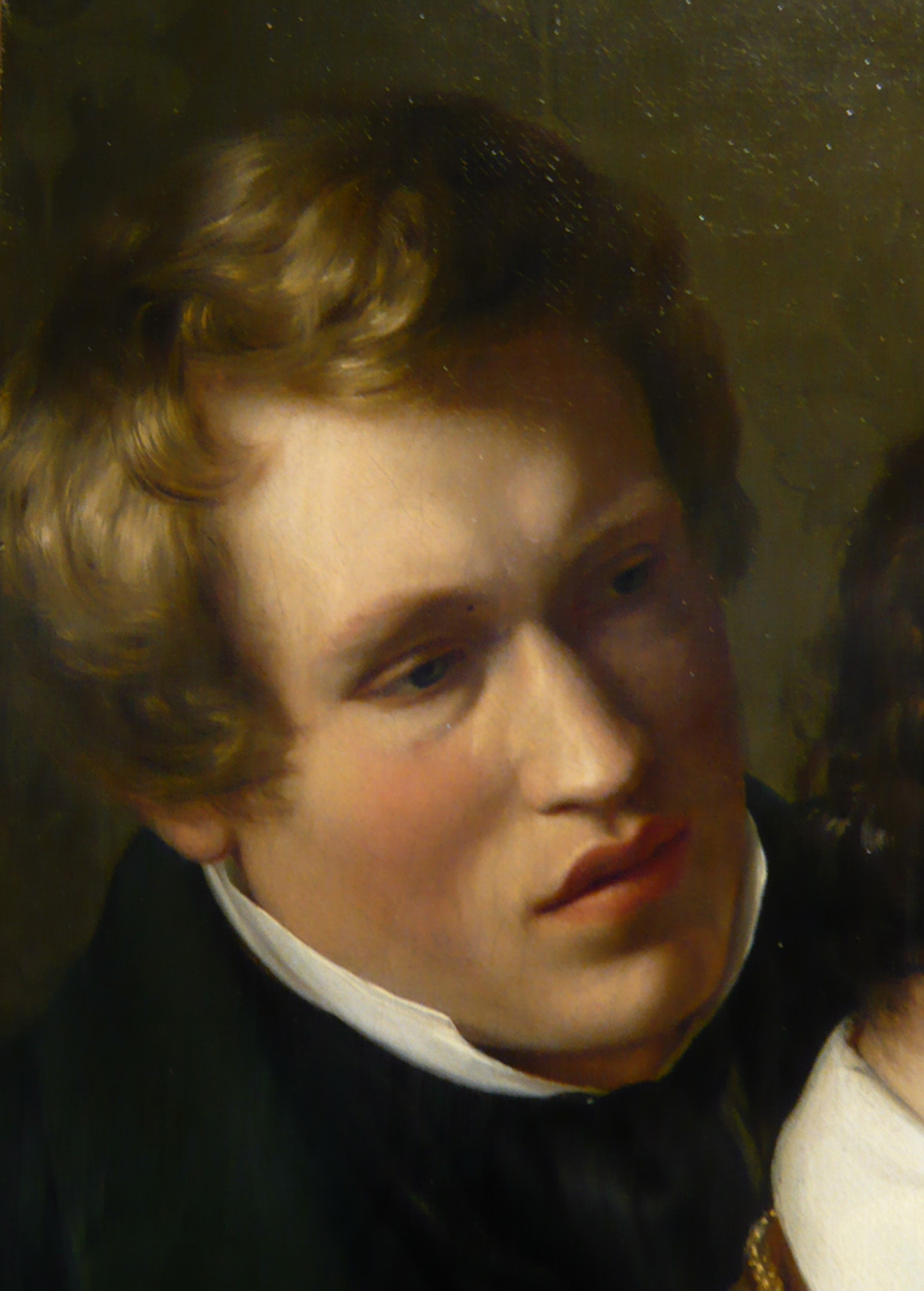
Karl Ferdinand Sohn: Selbstporträt aus dem Bild Der Schadow-Kreis – Die Familie Bendemann und ihre Freunde (1831)
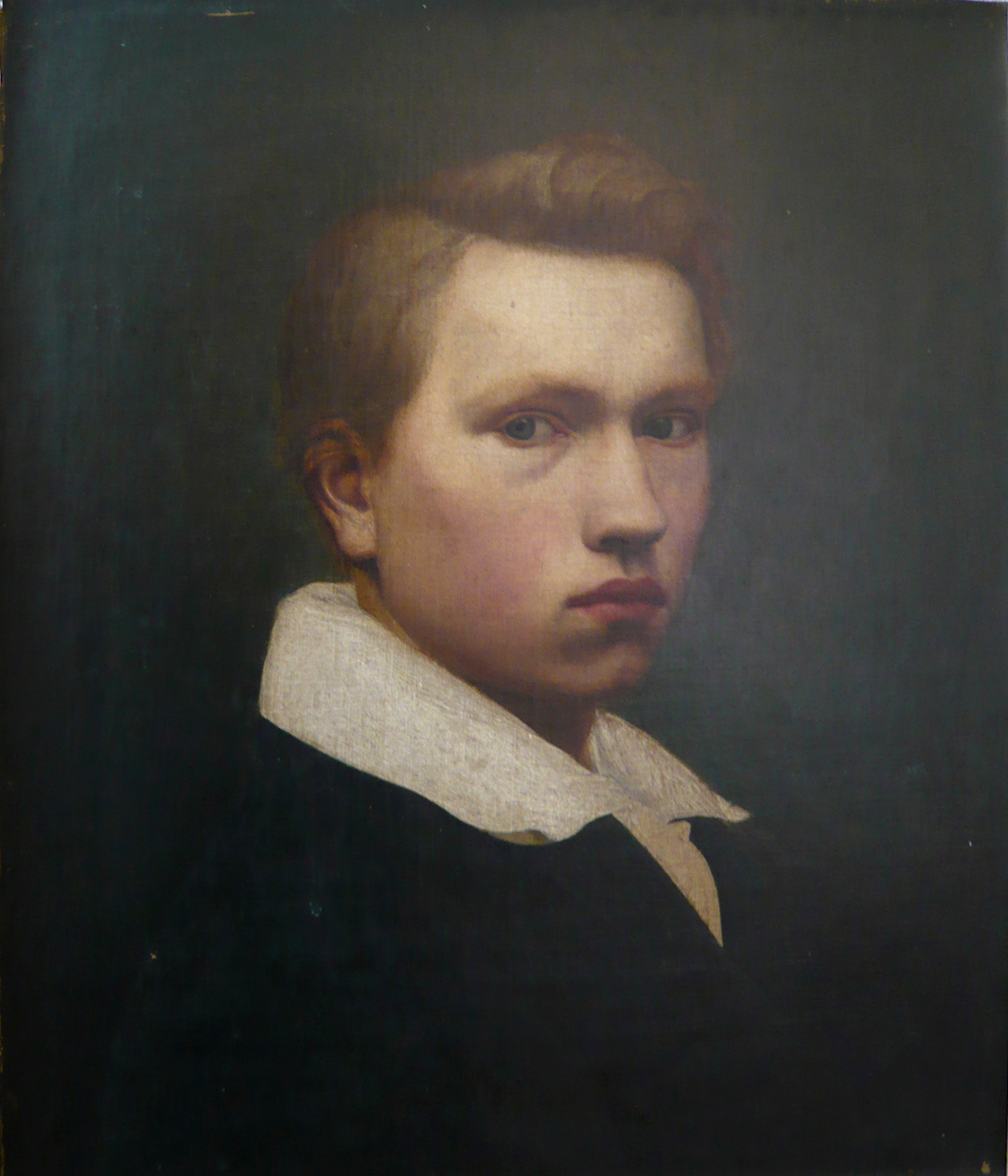
Karl Ferdinand Sohn: Selbstporträt (1821)
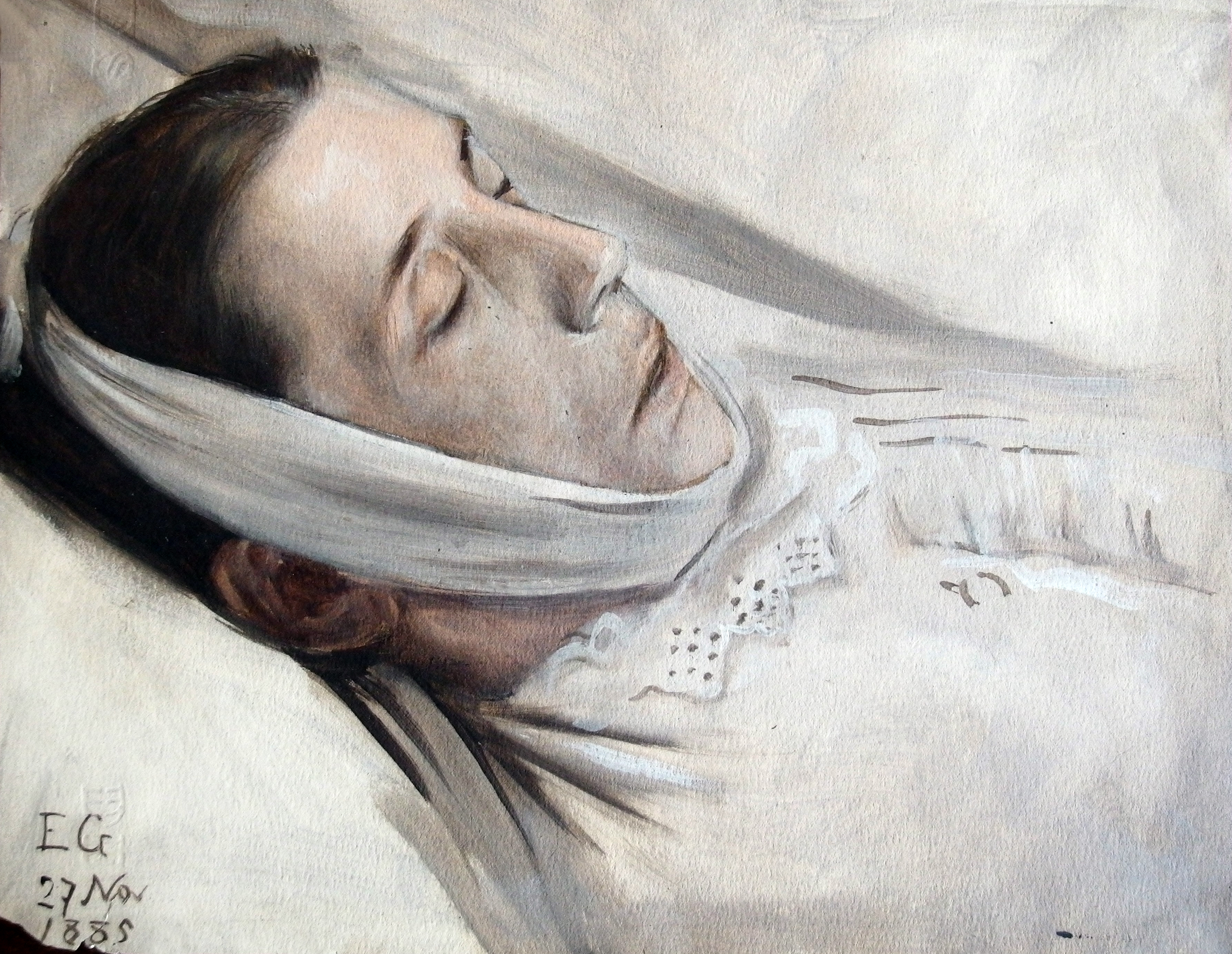
Clara Emilie Sohn, gemalt von Eduard von Gebhardt auf ihrem Totenbett (1885)
Wilhelm Sohn, gemalt von Karl Ferdinand Sohn (1858)
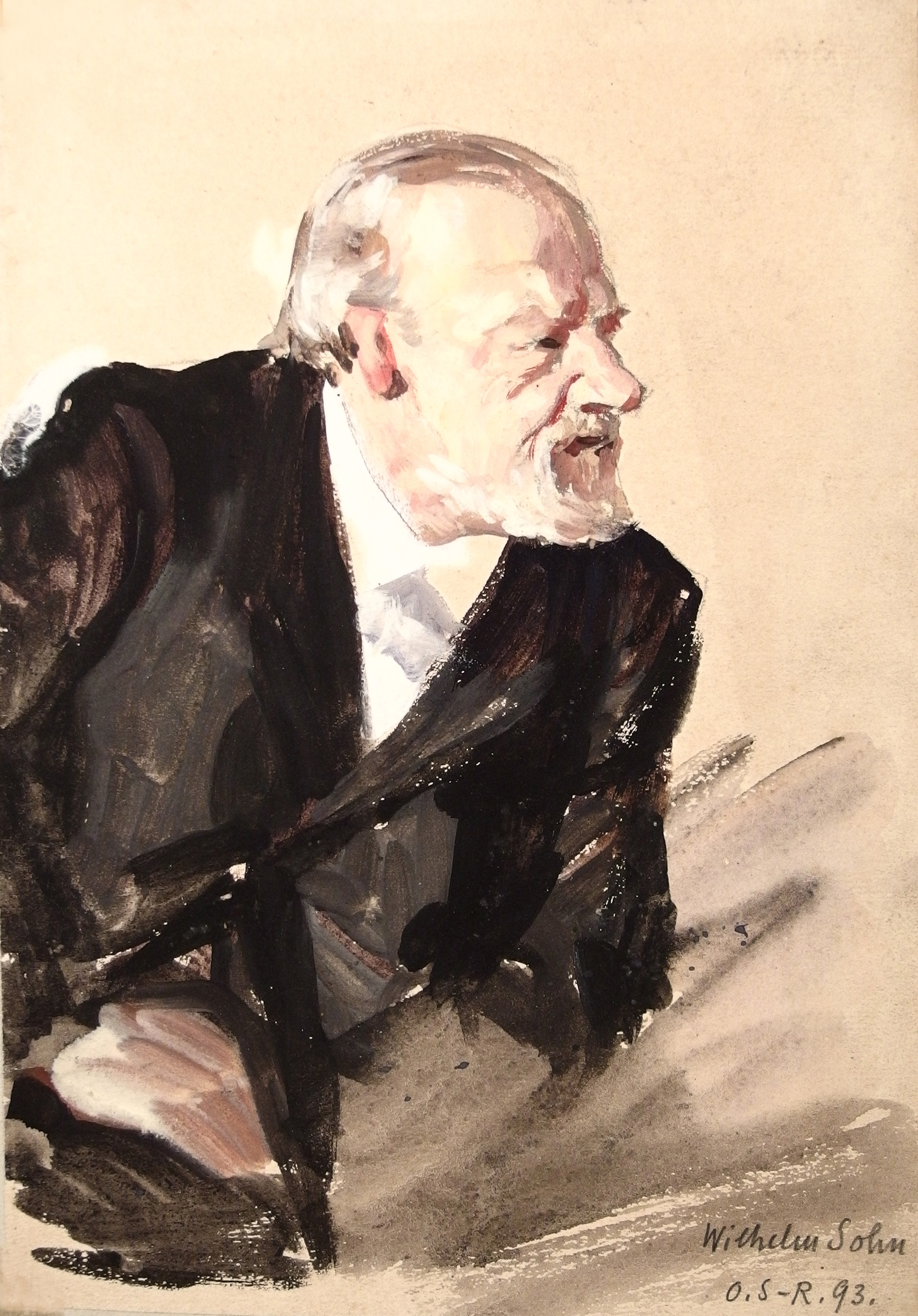
Wilhelm Sohn, gemalt von Otto Sohn-Rethel (1893)
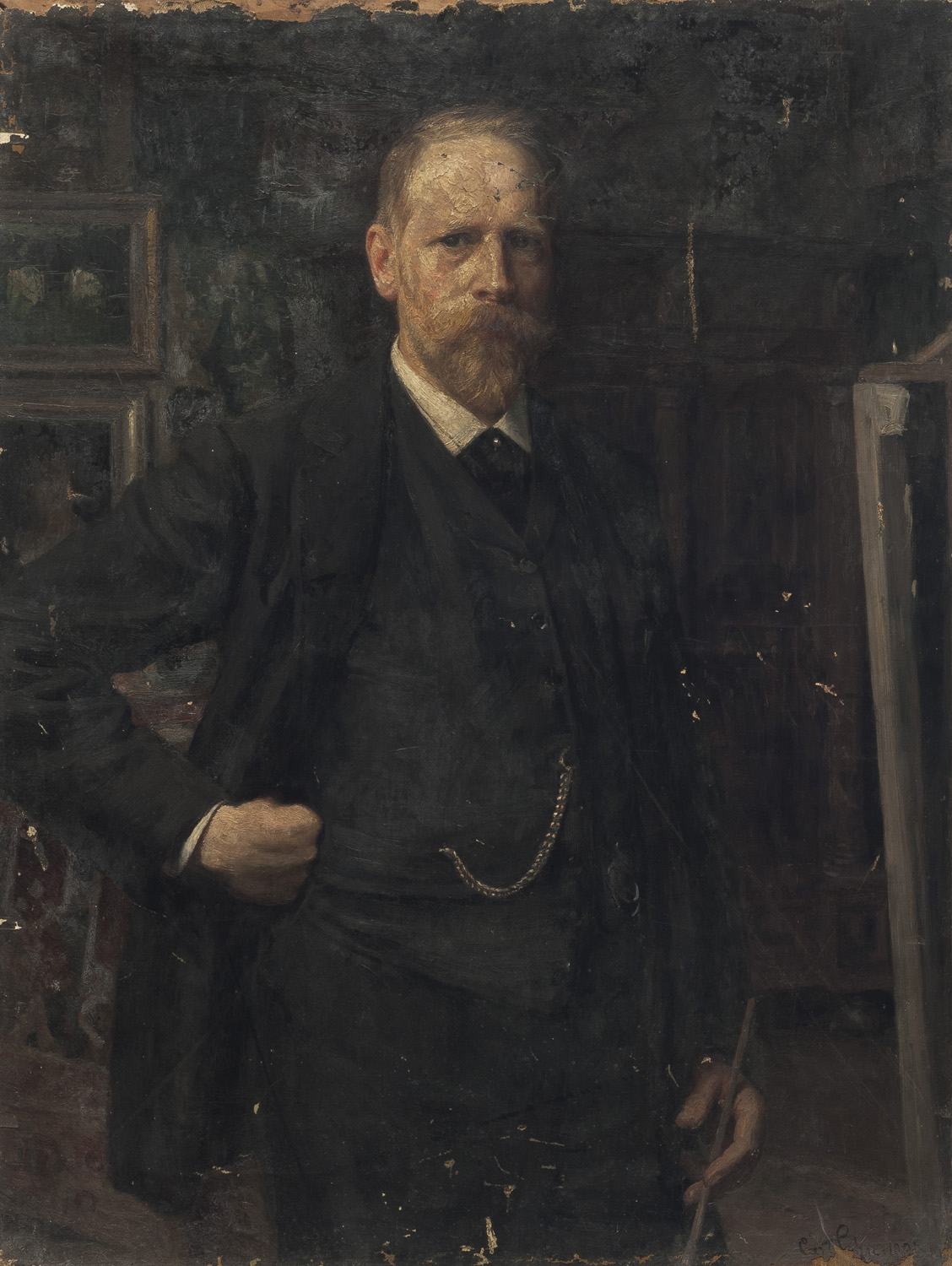
Karl Rudolf Sohn; Selbstporträt (1894)
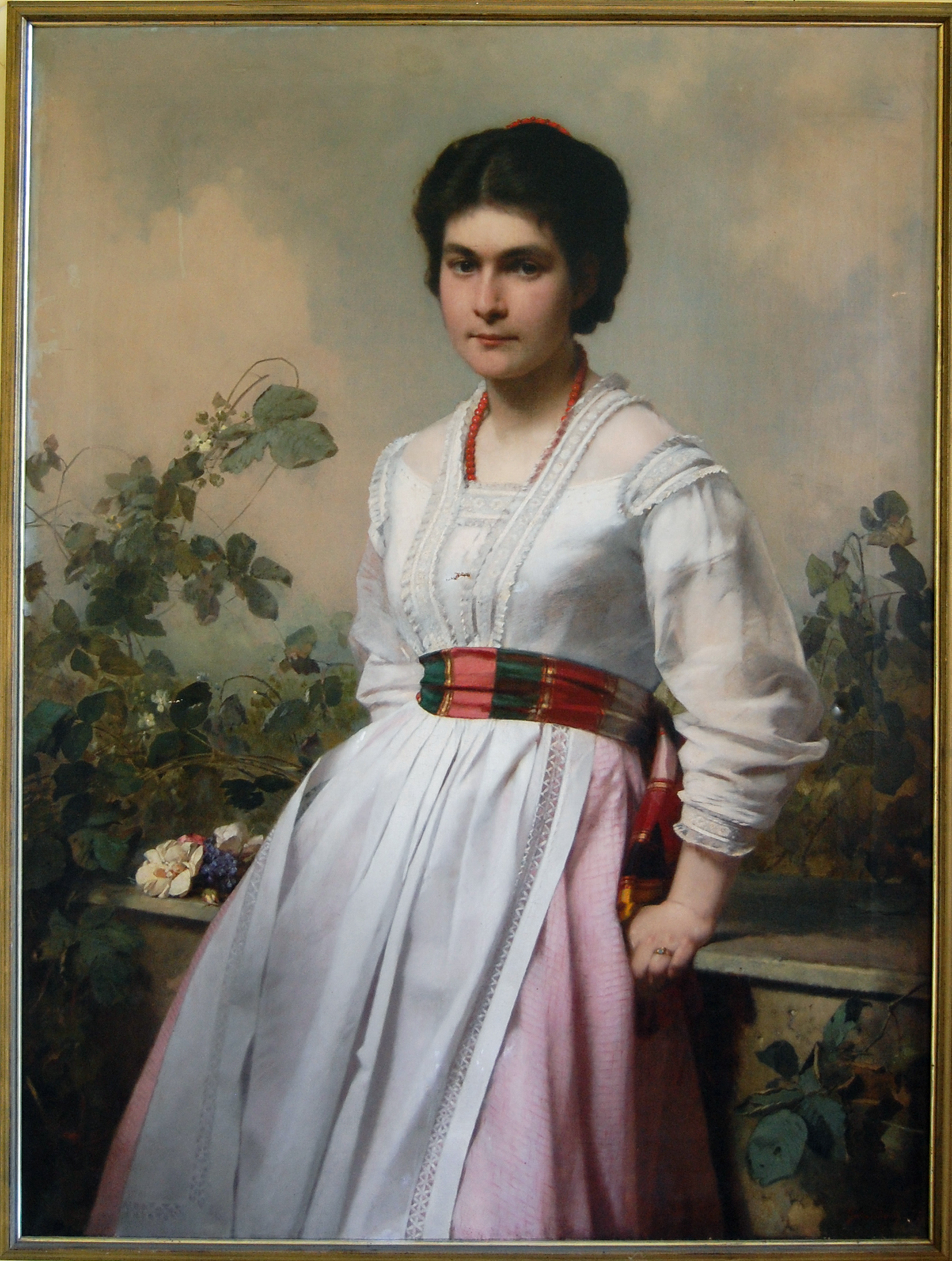
Else Sohn-Rethel, gemalt von Julius Scholtz (1872)
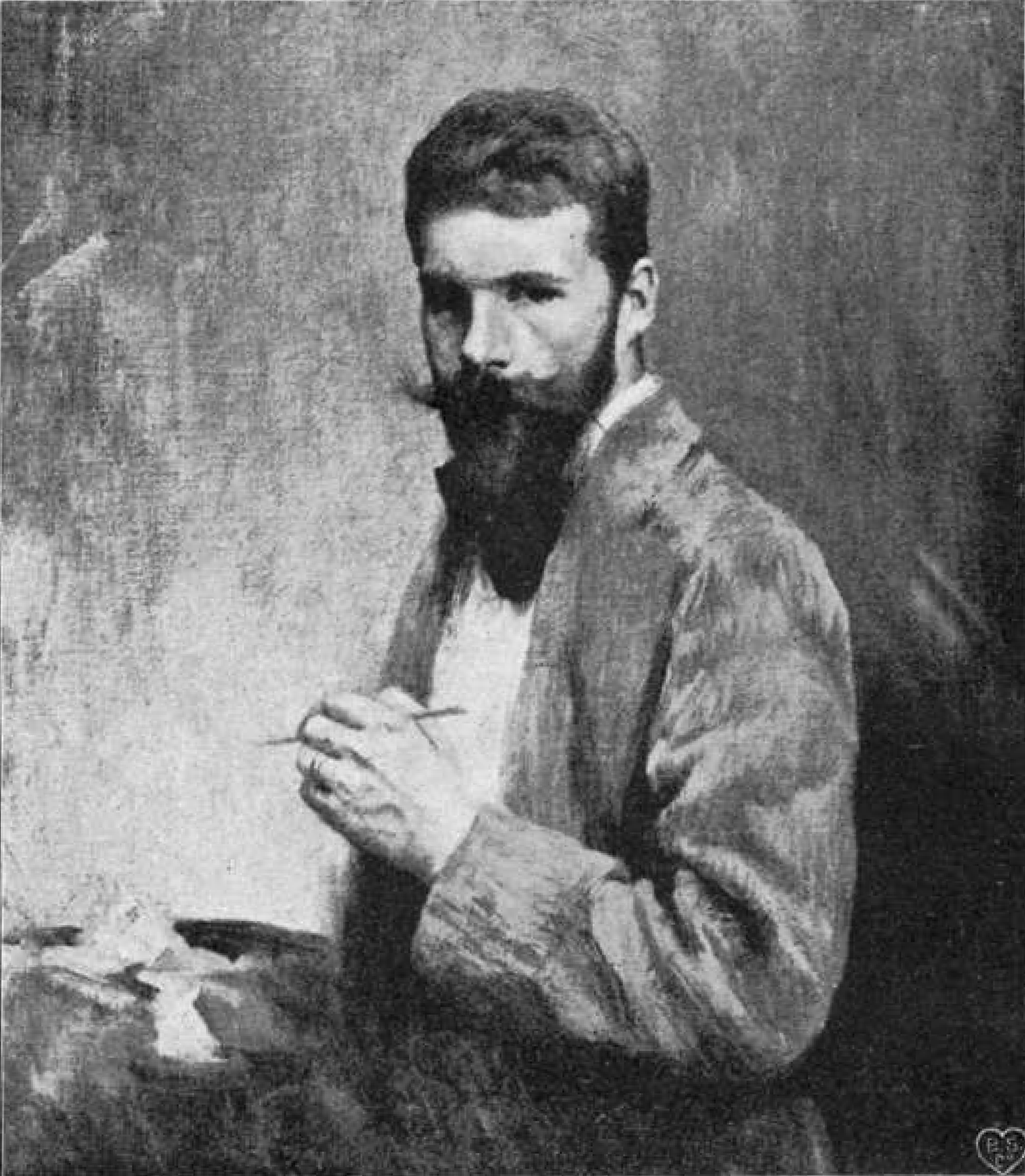
Alfred Sohn-Rethel der Ältere (1899)
Karli Sohn-Rethel, gemalt von Werner Heuser (1903)
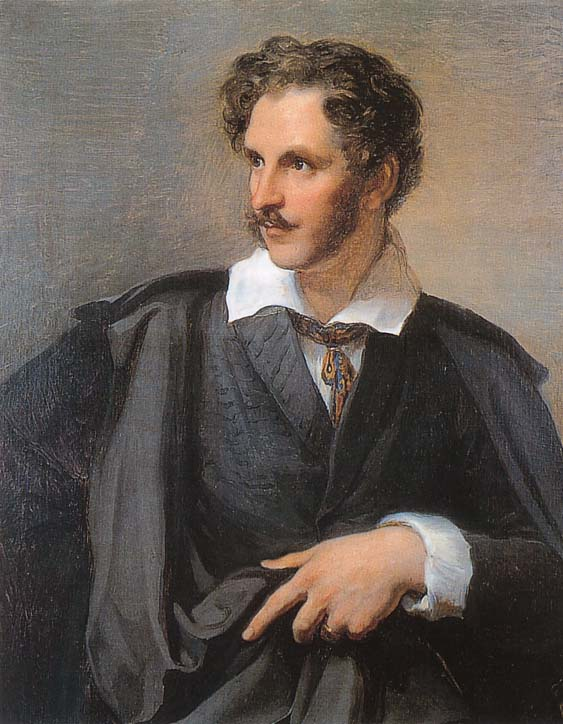
August Grahl, gemalt von Vincenzo Camuccini
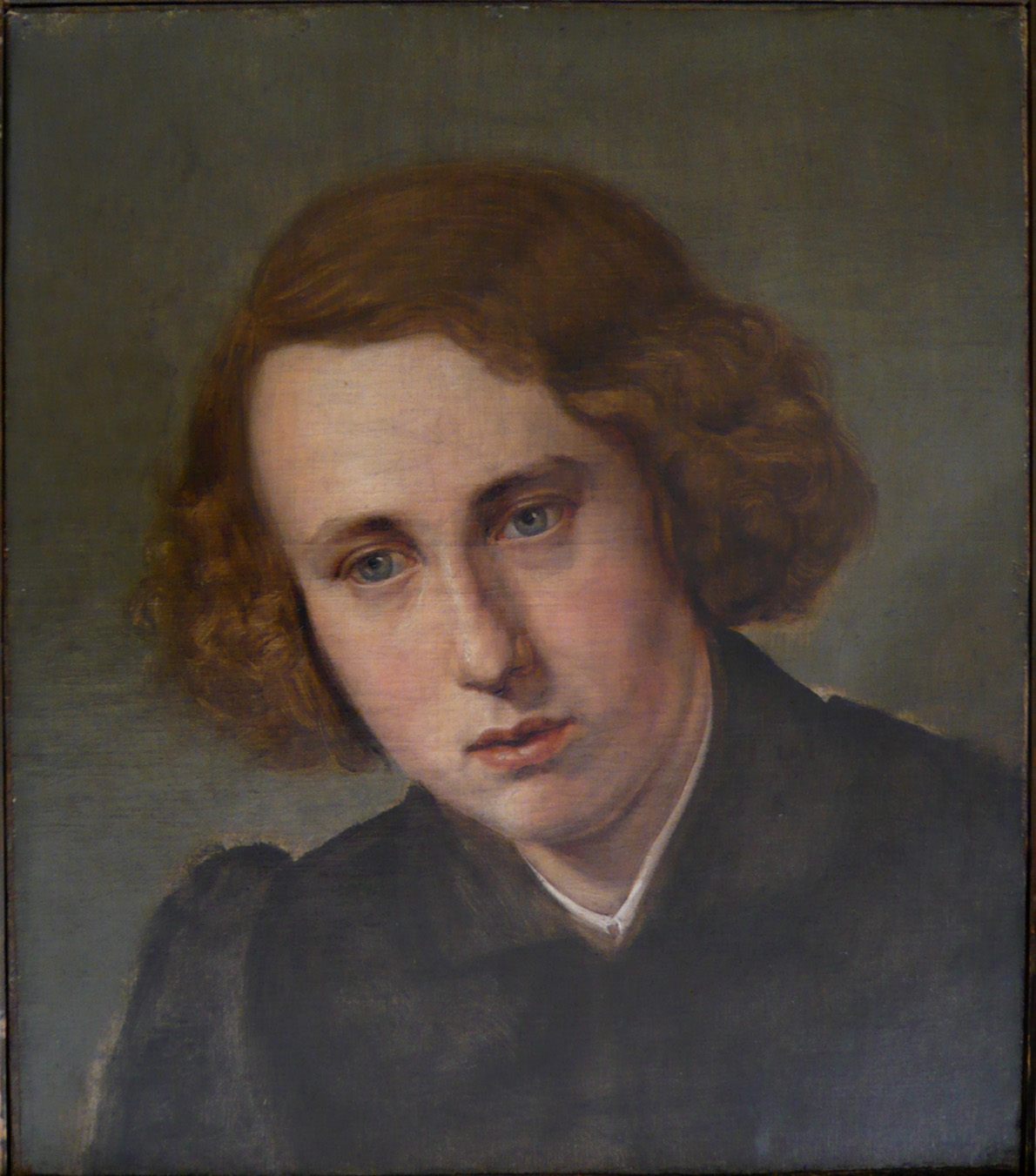
Alfred Rethel: Selbstporträt
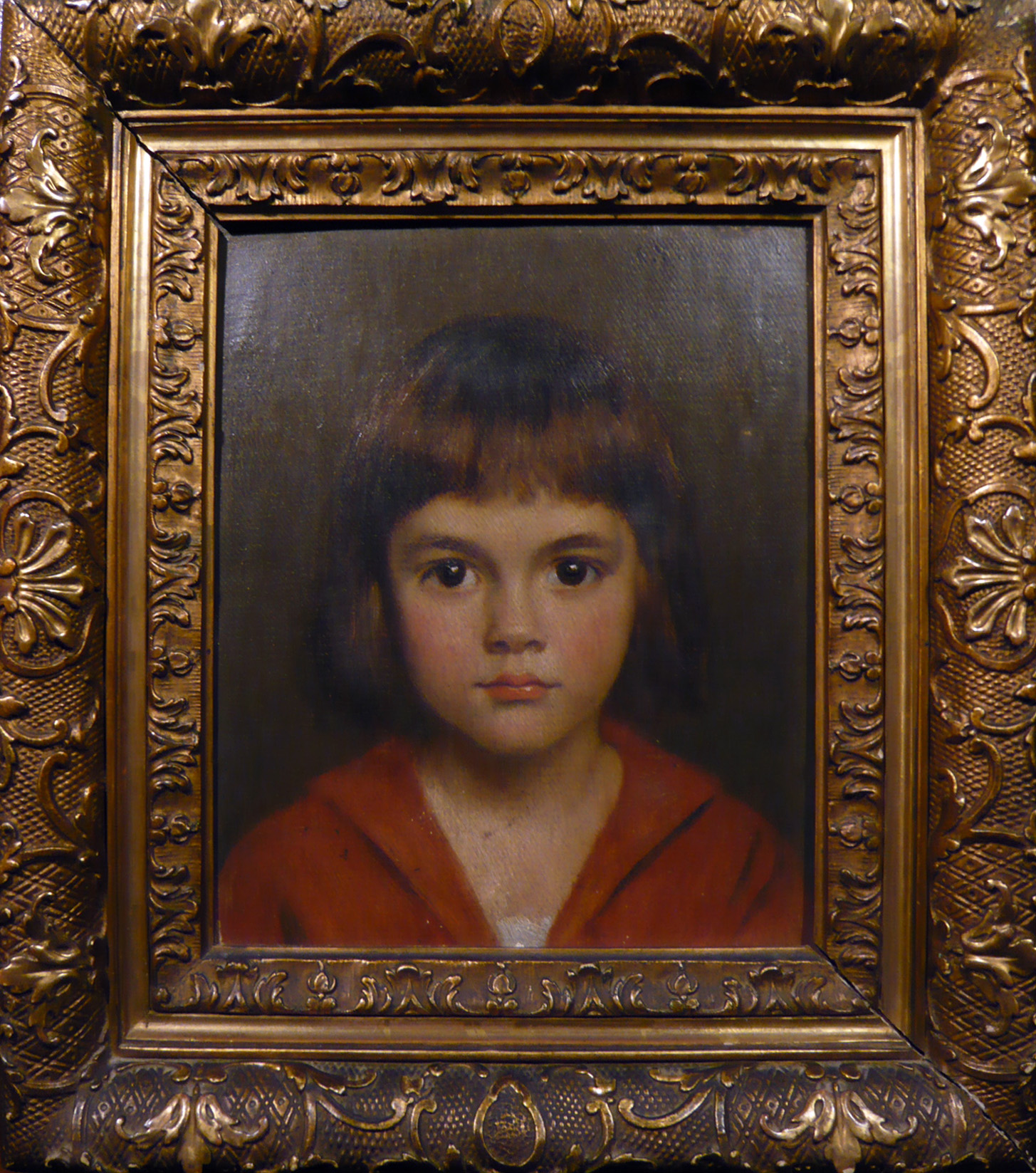
Mira Sohn-Rethel gemalt von Karl Rudolf Sohn (1887)
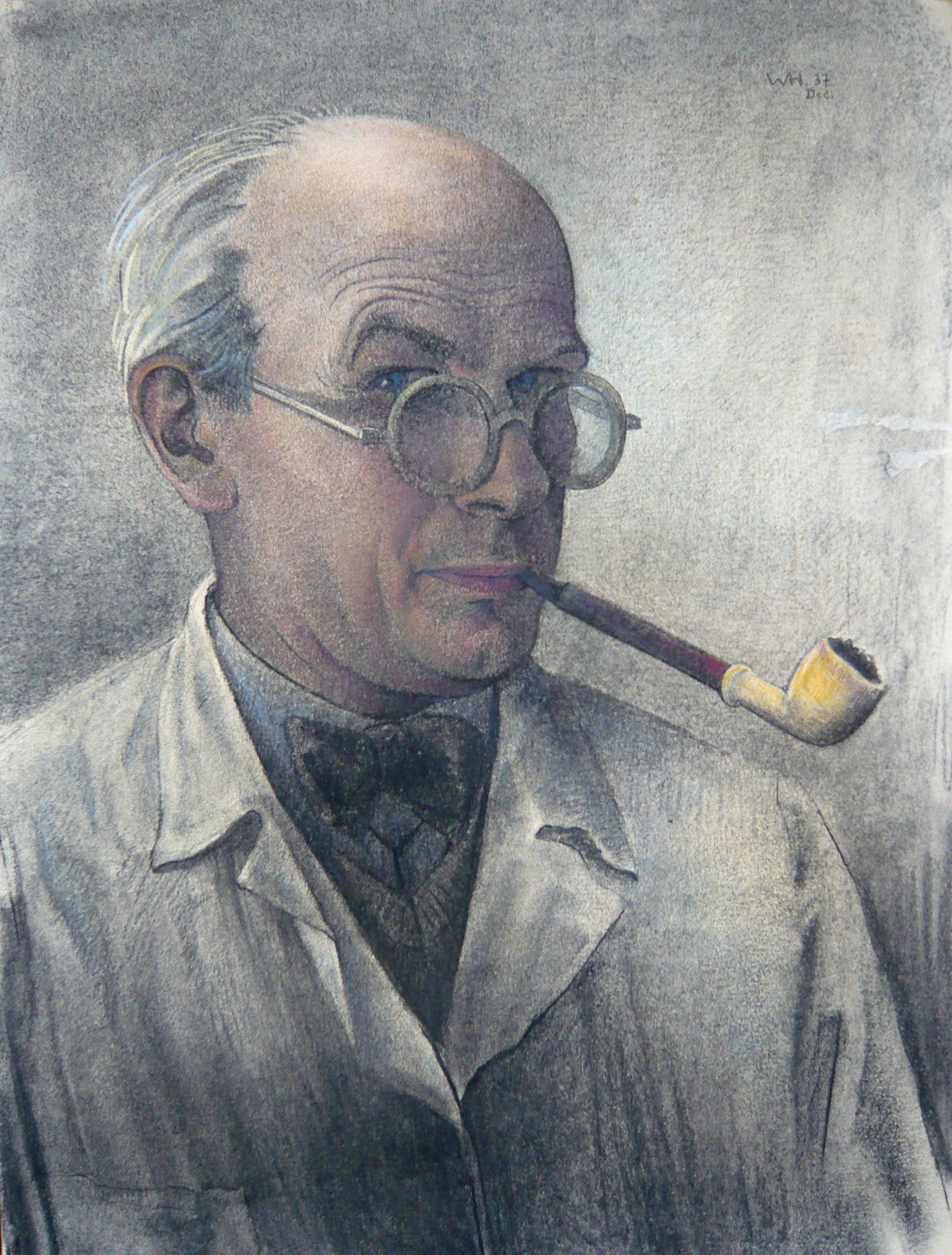
Werner Heuser: Selbstporträt (1937)